# Cinq pour l'or de Los Quadros
Pour plus de détails, voir Fiche technique et Distribution.
Cinq pour l'or de Los Quadros (Monta in sella figlio di...!) est un western spaghetti italien sorti en 1971, réalisé par Tonino Ricci.

## Synopsis
Un aveugle, Dean Madison, récupère l'or d'un malfaiteur, mais ne pouvant pas s'en sortir tout seul, il s'appuie à un groupe de quatre soldats.

## Fiche technique
- Titre français : Cinq pour l'or de Los Quadros
- Titre original italien : Monta in sella figlio di...!
- Genre : Western spaghetti
- Réalisation : Tonino Ricci
- Scénario : Jesús R. Folgar, Fabrizio Diotallevi (comme Fabio Tallevi), Tonino Ricci
- Production : Tonino Ricci (non crédité), Jesús R. Folgar pour Continental Films C.C., Industrial Producine, Estudios Cinematográficos Roma
- Photographie : Cecilio Paniagua
- Montage : Antonietta Zita
- Musique : Luis Enriquez Bacalov
- Décors : Stefano Bulgarelli
- Costumes : Stefano Bulgarelli
- Maquillage : Paloma Fernández
- Année de sortie : 1971[1]
- Durée : 95 minutes
- Format d'image : 2.35:1
- Pays :  Italie
- Distribution en Italie : Indipendenti Regionali
- Date de sortie en salle en France : 26 novembre 1975[1]

## Distribution
- Mark Damon : Dean Madison / Kansas Lee
- Rosalba Neri : Agnes
- Stelvio Rosi (sous le pseudo de Stan Cooper) : Sam Madison
- Giancarlo Badessi : Général El Supremo